# Taal (Batangas)
Taal é um município de  terceira classe de renda municipal (d) na província Batangas, nas Filipinas. De acordo com o censo de 1 de maio  de  2020 possui uma população de 61 460 pessoas e 14 977 domicílios.